# Административное деление Республики Корея

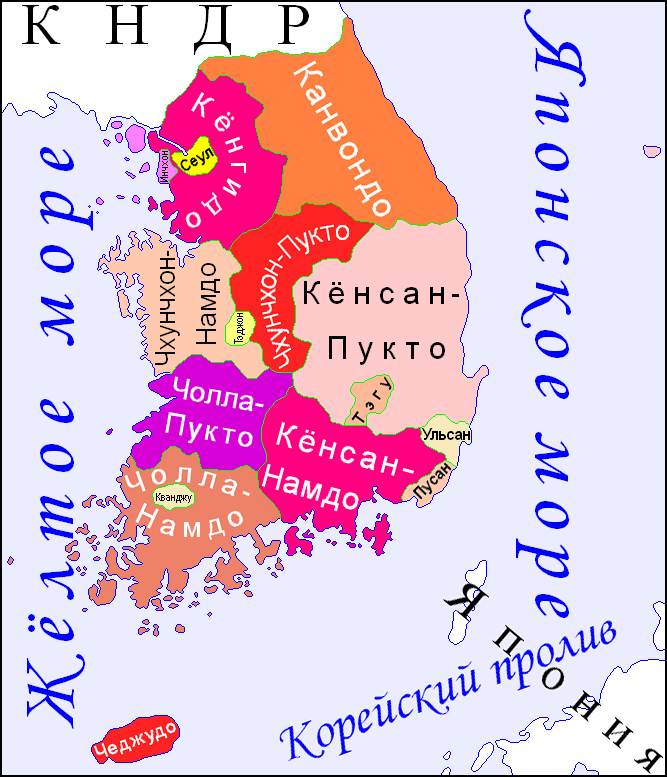
Административное деление Республики Корея

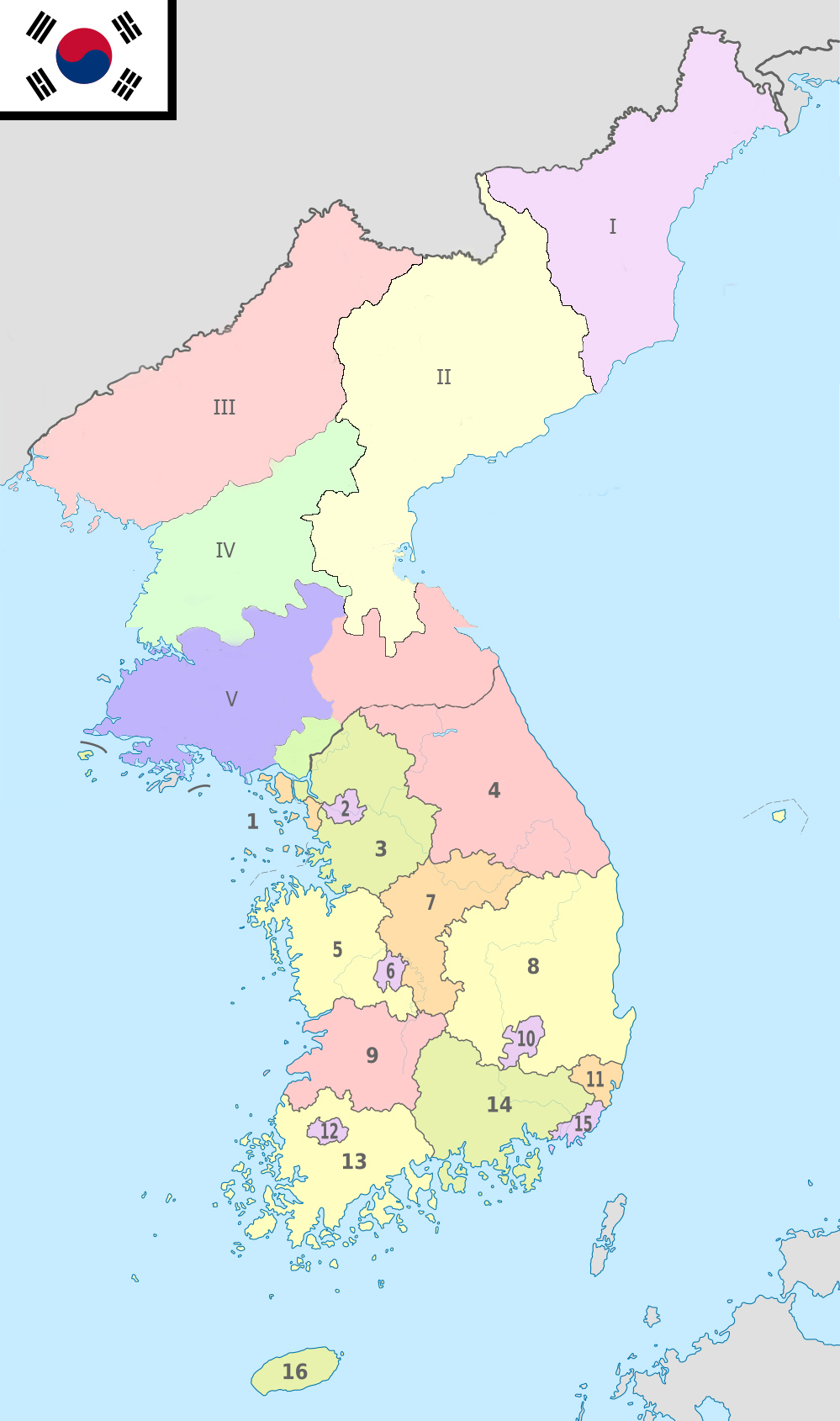
Официальная административная карта Республики Корея, де-юре включающая также территорию Северной Кореи

Республика Корея подразделяется на 1 город особого статуса (тхыкпёльси), 6 городов-метрополий (кванъёкси) и 1 город с особой автономией (тхыкпёль-чачхиси) со статусом, приравненным к провинциям, 8 провинций (то) и 1 провинцию с особой автономией (тхыкпёль-чачхидо). Они, в свою очередь, делятся на ряд более мелких образований, включающих: город (си), уезд (кун), муниципальный район (ку), уездный город (ып), волость (мён), квартал (тон) и деревню (ри).

## Иерархия
| Уровень | Название              | Виды |
| ------- | --------------------- | --- |
| 1       | Уровень провинций     | - Город особого статуса (특별시; 特別市; тхыкпёльси) (1) - Города-метрополии (광역시; 廣域市; кванъёкси) (6) - Провинции (도; 道; то) (6) - город с особой автономией (특별자치시; 特別自治市; тхыкпёль-чачхиси) (1) - Особая автономная провинция (특별자치도; 特別自治道; тхыкпёль-чачхидо) (3) |
| 2       | Муниципальный уровень | - Города (시; 市; си) (77) - Уезды (군; 郡; кун) (85) - Районы (구; 區; ку) - Уездные города (읍; 邑; ып) - Волости (면; 面; мён) - Кварталы (동; 洞; тон) - Деревни (리; 里; ри) |

## Уровень провинций

### Тхыкпёльси («город особого статуса»; 특별시; 特別市)
Тхыкпёльси — одна из основных территориально-административных единиц, наряду с кванъёкси и то. В Южной Корее один город особого статуса: Сеул. Сеул поделен на округа (ку).

### Кванъёкси («город-метрополия»; 광역시; 廣域市)
Кванъёкси (название с 1963 г. по 1995 г. — чикхальси («город прямого подчинения»; 직할시; 直轄市) одна из основных территориально-административных единиц, наряду с тхыкпёльси и то. В Южной Корее 6 городов-метрополий: Пусан, Тэгу, Инчхон, Кванджу, Тэджон и Ульсан. Кванджу и Тэджон поделены на муниципальные районы (чачхигу); территории остальных поделены на муниципальные районы (чачхигу) и муниципальные уезды (чачхигун).

### Тхыкпёль чачхиси («город с особой автономией»; 특별자치시; 特別自治市)
Тхыкпёль-чачхиси — одна из основных территориально-административных единиц, наряду с тхыкпёльси, кванъёкси, то и тхыкпёль чачхидо. Это местонахождение более полутора десятков министерств и других официальных учреждений. В Южной Корее один город с особой автономией: Седжон.

### То («провинция»; 도; 道)
То — одна из основных территориально-административных единиц, наряду с тхыкпёльси, кванъёкси и тхыкпёль-чачхиси. В Южной Корее 8 провинций (Чхунчхон-Пукто и Чхунчхон-Намдо, Канвондо, Кёнгидо, Кёнсан-Пукто и Кёнсан-Намдо, Чолла-Пукто и Чолла-Намдо) и одна особая автономная провинция (Чеджудо). Каждая провинция поделена на города (си) и уезды (кун).

### Таблица всех территориально-административных единиц 1-го уровня
| №                                                                          | Город/Провинция                 | Город/Провинция                 | Город/Провинция               | Административный центр | Площадь, км² | Население, чел. (2010) | Плотность, чел./км² |
| №                                                                          | Официальное название на русском | Официальное название на хангыле | Официальное название на ханче | Административный центр | Площадь, км² | Население, чел. (2010) | Плотность, чел./км² |
| -------------------------------------------------------------------------- | ------------------------------- | ------------------------------- | ----------------------------- | ---------------------- | ------------ | ---------------------- | ------------------- |
| Тхыкпёльси («город особого статуса»; 특별시; 特別市)                       |                                 |                                 |                               |                        |              |                        |                     |
| 1                                                                          | Сеул                            | 서울특별시                      | 서울特別市                    |                        | 606          | 9 794 304              | 16 162,22           |
| Кванъёкси («город-метрополия»; 광역시; 廣域市)                             |                                 |                                 |                               |                        |              |                        |                     |
| 2                                                                          | Пусан                           | 부산광역시                      | 釜山廣域市                    |                        | 760          | 3 414 950              | 4493,36             |
| 3                                                                          | Тэгу                            | 대구광역시                      | 大邱廣域市                    |                        | 886          | 2 446 418              | 2761,19             |
| 4                                                                          | Инчхон                          | 인천광역시                      | 仁川廣域市                    |                        | 965          | 2 662 509              | 2759,08             |
| 5                                                                          | Кванджу                         | 광주광역시                      | 光州廣域市                    |                        | 501          | 1 475 745              | 2945,60             |
| 6                                                                          | Тэджон                          | 대전광역시                      | 大田廣域市                    |                        | 540          | 1 501 859              | 2781,22             |
| 7                                                                          | Ульсан                          | 울산광역시                      | 蔚山廣域市                    |                        | 1056         | 1 082 567              | 1025,16             |
| Тхыкпёль-чачхиси («город с особой автономией»; 특별자치시; 特別自治市)     |                                 |                                 |                               |                        |              |                        |                     |
| 8                                                                          | Седжон                          | 세종특별자치시                  | 世宗特別自治市                |                        | 465          | 110 377                | 237,28              |
| То («провинция»; 도; 道)                                                   |                                 |                                 |                               |                        |              |                        |                     |
| 9                                                                          | Чхунчхон-Пукто                  | 충청북도                        | 忠清北道                      | город Чхонджу          | 7432         | 1 512 157              | 203,47              |
| 10                                                                         | Чхунчхон-Намдо                  | 충청남도                        | 忠清南道                      | уезд Хонсон            | 8586         | 2 028 002              | 236,20              |
| 11                                                                         | Канвондо                        | 강원도                          | 江原道                        | город Чхунчхон         | 16 502       | 1 471 513              | 89,17               |
| 12                                                                         | Кёнгидо                         | 경기도                          | 京畿道                        | город Сувон            | 10 135       | 11 379 459             | 1122,79             |
| 13                                                                         | Кёнсан-Пукто                    | 경상북도                        | 慶尙北道                      | город Андон            | 19 024       | 2 600 032              | 136,67              |
| 14                                                                         | Кёнсан-Намдо                    | 경상남도                        | 慶尙南道                      | город Чханвон          | 10 516       | 3 160 154              | 300,51              |
| 15                                                                         | Чолла-Пукто                     | 전라북도                        | 全羅北道                      | город Чонджу           | 8050         | 1 777 220              | 220,77              |
| 16                                                                         | Чолла-Намдо                     | 전라남도                        | 全羅南道                      | уезд Муан              | 11 987       | 1 741 499              | 145,28              |
| Тхыкпёль чачхидо («провинция с особой автономией»; 특별자치도; 特別自治道) |                                 |                                 |                               |                        |              |                        |                     |
| 17                                                                         | Чеджу-тхыкпёль-чачхидо          | 제주특별자치도                  | 濟州特別自治道                | город Чеджу            | 1846         | 531 905                | 288,14              |
|                                                                            | Всего                           |                                 |                               |                        | 99 392       | 48 580 293             | 488,77              |

## Муниципальный уровень

### Си («город»; 시; 市)
Си — высшая городская составная часть провинций, наряду с уездами (кун). Города имеют население не менее 150 000 жителей; если уезд превышает этот порог, он получает статус города. Некоторые города с населением более 500 000 жителей (например Сувон, Чхонджу, Чонджу) поделены на муниципальные округа (ку), которые в свою очередь поделены на городские районы (тон); города с населением менее 500 000 жителей не имеют муниципальных округов и поделены только на городские районы.

#### Ку («муниципальный район»; 구; 區)
Ку — обязательная часть крупного города. Сеул, города-метрополии Кванджу и Тэджон, а также некоторые крупные города, например, Сувон или Чхонджу, поделены только на муниципальные районы, остальные города-метрополии включают в себя городские и сельские формации — муниципальные районы и уезды (кун).
Муниципальные округа поделены на городские районы (тон).

##### Тон («квартал»; 동; 洞)
Тон — единственная административно-территориальная единица муниципальных округов (ку) и городов (си) с населением менее 500 000 жителей, минимальная городская единица, имеющая свою администрацию. Некоторые густонаселенные районы поделены на ка (가; 可), которые предназначены только для формирования адреса и не имеют отдельного управления.

### Кун («уезд»; 군; 郡)
Кун — высшая сельская составная часть провинций, наряду с городами (си). Также наряду с муниципальными районами (ку) присутствует в городах-метрополиях Пусане, Тэгу, Инчхоне и Ульсане. Уезд имеет население менее 150 000 жителей, менее населен и урбанизирован, чем муниципальный округ.
Уезды поделены на посёлки (ып) и волости (мён).

#### Ып («Уездный город»; 읍; 邑)
Ып является одной из административно-территориальных единиц уезда (кун) и некоторых городов (си) с населением менее 500 000 жителей наряду с волостью (мён). Население посёлка — не менее 20 000 человек. Главные районы в уезде или более мелкие районы в черте городов рассматриваются как посёлки.
В состав посёлка включаются деревни (ри).

#### Мён («волость»; 면; 面)
Мён является одной из административно-территориальных единиц уезда (кун) и некоторых городов (си) с населением менее 500 000 жителей наряду с посёлком (ып). Волость имеет население менее 20 000 человек и представляет собой малонаселённую территорию в составе города или уезда.
Волости делятся на деревни (ри).

##### Ри (деревня; 리; 里)
Ри — самое мелкое в Корее, единственное административно-территориальное подразделение уездных городов (ып) и волостей (мён).

## Пять северных провинций
Согласно Конституции Южной Кореи, её суверенной территорией является весь Корейский полуостров с прилегающими островами, включая территорию, находящуюся под контролем КНДР. Поэтому при правительстве Южной Кореи существует Управление пяти северных провинций, формально, с южнокорейской точки зрения, являющееся легитимным правительством этих земель.

## История
Хотя административно-территориальное деление Кореи менялось со временем, главные принципы современной трёхуровневой системы были заложены во время правления Коджона в 1896 году. Похожая система также сохраняется и в Северной Корее.